# Mihail Arțîbașev
Mihail Petrovici Arțîbașev (în rusă Михаи́л Петро́вич Арцыба́шев, în poloneză Michał Arcybaszew) (5 noiembrie 1878 - 3 martie 1927) a fost un scriitor și dramaturg rus, precum și un susținător major al stilului literar cunoscut sub numele de naturalism. El a fost strănepotul lui Tadeusz Kościuszko și tatăl lui Boris Artzybasheff, care a emigrat în Statele Unite și a devenit celebru ca ilustrator. După Revoluția Rusă, Arțîbașev a emigrat în 1923 în Polonia, unde a murit în 1927.

## Biografie

### Primii ani
Arțîbașev s-a născut în hutorul Dubroslavivka, raionul Ohtîrka, Gubernia Kharkov (acum în regiunea Sumî, Ucraina). Tatăl său era un mic proprietar de pământ și fost ofițer. Mama lui, care era poloneză, a murit de tuberculoză, când el avea vârsta de numai trei ani. A urmat școala în Ohtîrka până la vârsta de 16 ani. În perioada 1895-1897 a lucrat ca funcționar într-un birou. El a studiat la Școala de Pictură și Artă din Harkov (1897-1898). În acest timp el a trăit în sărăcie și s-a aflat de multe ori în imposibilitatea de a cumpăra rechizite artistice. În 1897 a încercat să se sinucidă. În 1898 s-a căsătorit cu Anna Vasilievna Kobușko, cu care a avut un fiu pe nume Boris. Cuplul s-a despărțit în anul 1900.

### Carieră
În 1898 s-a mutat la Sankt Petersburg, unde a lucrat ca jurnalist liber profesionist și a publicat povestiri umoristice. În 1901 a fost alungat din oraș pentru că a luat parte la o demonstrație. El a scris prima sa lucrare importantă de ficțiune, povestea Pașa Tumanov, în 1901, dar a fost în imposibilitatea de a o publica până în 1905, fiind interzis de cenzură.
El a considerat romanul Moartea lui Ivan Lande (1904), ca fiind cea mai bună scriere a sa, dar marele său succes a fost romanul Sanin (1907), ce i-a scandalizat pe cititorii ruși și a fost interzis în mai multe țări. Romanul a fost scris în 1903, dar nu a putut fi publicat până în 1907, tot din cauza cenzurii. Protagonistul romanului ignoră toate convențiile sociale și se specializează în a seduce fete virgine de la țară. Într-o scenă notorie, o fată încearcă să se spele jenantele pete albe de pe rochia ei după actul sexual cu Sanin. Romanul a fost scris sub influența filosofiei lui Max Stirner și a fost menit să explice principiile anarho-individualismului.
Arțîbașev a declarat următoarele în ceea ce privește formarea sa ca scriitor:
„Formarea mea a fost foarte puternic influențată de Lev Tolstoi, deși n-am împărtășit opiniile sale cu privire la non-rezistența la rău. Ca artist, el m-a copleșit și am considerat că este dificil să nu-mi modelez opera mea după cea a lui. Fiodor Dostoievski și într-o anumită măsură Anton Cehov au jucat aproape un rol aproape la fel de mare, iar Victor Hugo și Johann Wolfgang von Goethe s-au aflat în mod constant în fața ochilor mei. Aceste cinci nume sunt cele ale profesorilor și maeștrilor mei literari”.
Într-un interviu din 1913 și-a prezentat punctul său de vedere asupra literaturii:
„Bun simț, consistență, argumentare, o idee clară și concretă a unui subiect care constituie intriga scrierii, o evaluare grijulie a fenomenelor introduse în roman, claritate și concretețe - acestea sunt lucrurile pe care le cer unei opere literare”.
El a făcut acest comentariu cu privire la Friedrich Nietzsche:
„Se crede de multe ori aici (în Rusia) că Nietzsche a exercitat o mare influență asupra mea. Acest lucru mă surprinde, pentru simplul motiv că eu nu l-am citit niciodată pe Nietzsche. Acest gânditor genial nu mi-a fost simpatic, atât în ideile sale, cât și în forma bombastică a lucrărilor lui, și niciodată nu am trecut niciodată dincolo de începuturile cărților sale. Max Stirner este pentru mine mult mai aproape și mai ușor de înțeles”.

### Ultimii ani

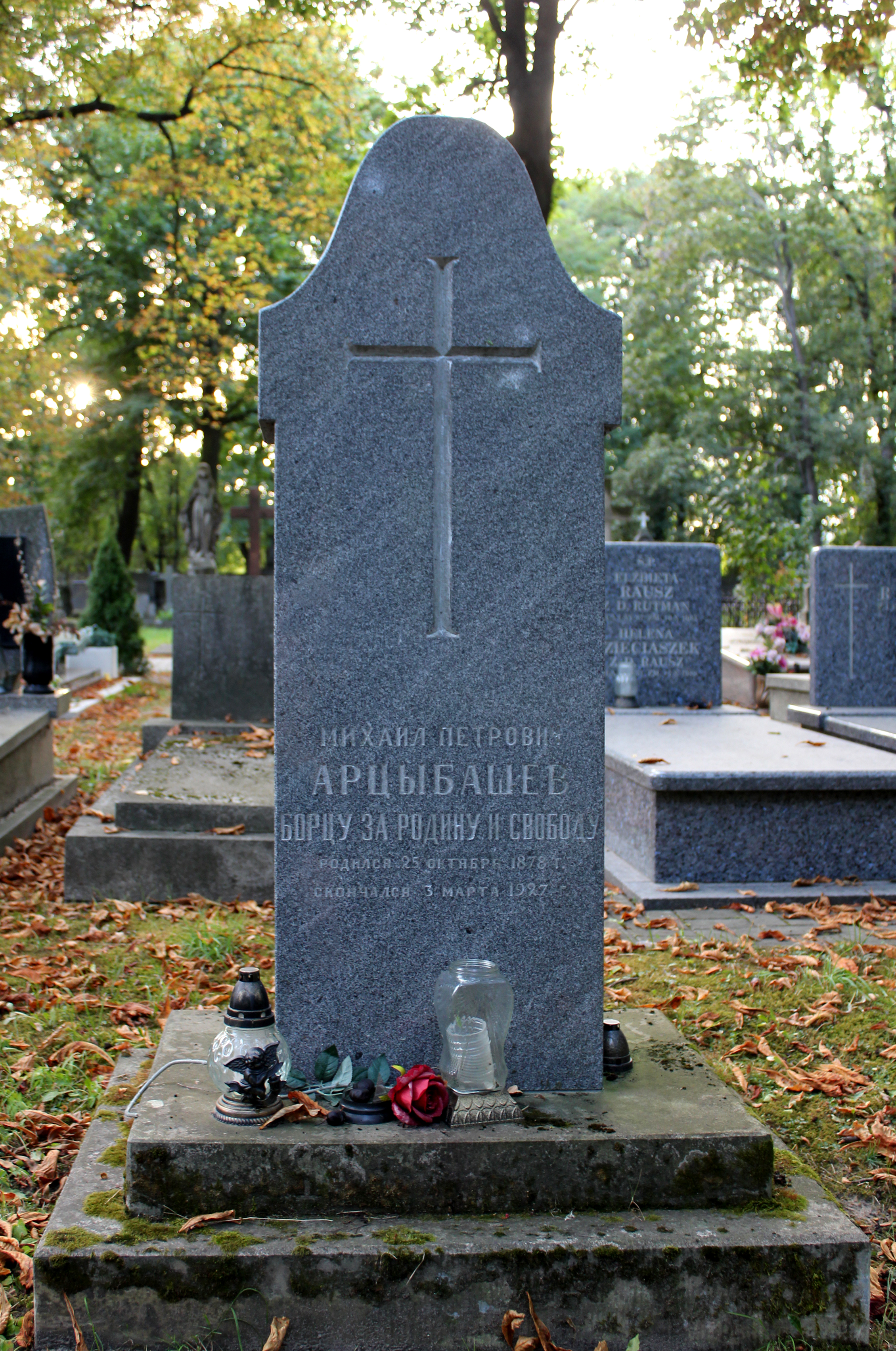
Mormântul lui Mihail Arțîbașev la Cimitirul Ortodox din Varșovia, anul 2023

S-a mutat la Moscova în 1912. În perioada 1917-1918 a publicat scrierea anti-bolșevică Notele unui scriitor. În 1923 Arțîbașev a emigrat în Polonia ca optant (mama lui era poloneză), unde a editat ziarul Pentru Libertate! (За свободу!). El a fost cunoscut ca un dușman neîmpăcat al regimului bolșevic, iar criticii sovietici au numit romanele adepțiilor săi saninstvo și artsybashevchina (ambii termeni sunt considerați peiorativi). A murit în Varșovia pe 3 martie 1927 de tuberculoză și a fost înmormântat în Cimitirul Ortodox din Varșovia.

## Traduceri în limba engleză
- The Millionaire, Ivan Lande, and Nina, (stories/short novels), B.W. Huebsch, NY, 1915. from Archive.org
- The Revolutionist, (story), from Best Russian Short Stories, Boni and Liveright, 1917. from Archive.org
- Tales of the Revolution, (stories/short novels), B.W. Huebsch, NY, 1917. from Archive.org
- The Jew, (story), from The Shield, Alfred A. Knopf, NY, 1917. from Archive.org
- War, (play), Grant Richards LTD, London, 1918. from Archive.org
- Breaking Point, (novel), B.W. Huebsch, NY, 1920. from Archive.org
- Sanin, (novel). from Gutenberg.org